# Hypoxylon petriniae

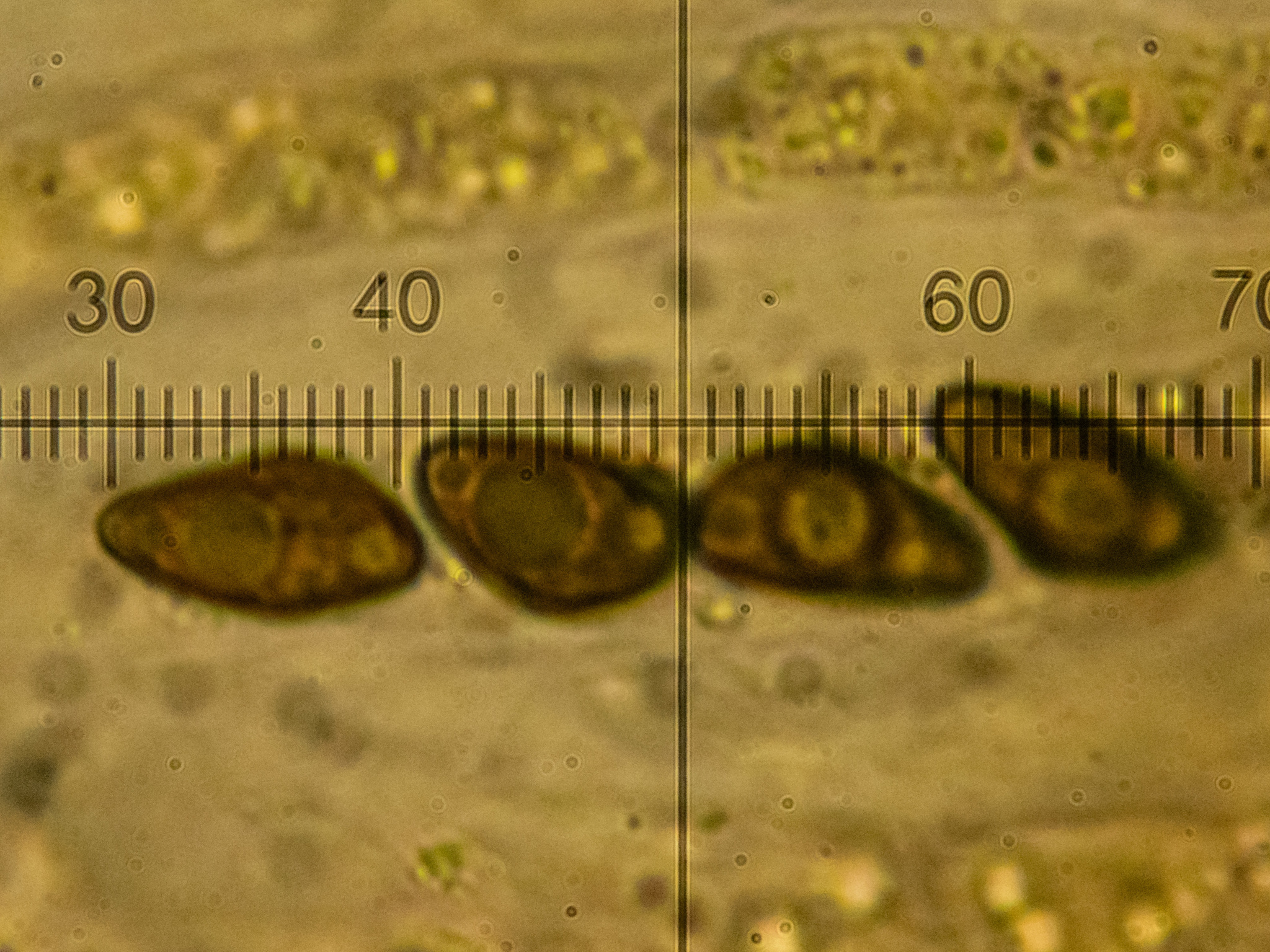
Askospory

Hypoxylon petriniae M. Stadler & J. Fourn. – gatunek grzybów z rzędu próchnilcowców (Xylariales).

## Systematyka i nazewnictwo
Pozycja w klasyfikacji według Index Fungorum: Hypoxylon, Hypoxylaceae, Xylariales, Xylariomycetidae, Sordariomycetes, Pezizomycotina, Ascomycota, Fungi.
Po raz pierwszy opisali go w 2004 r. M. Stadler i J. Fournier na drewnie jesiona wyniosłego we Francji. Epitet gatunkowy petriniae nadali na cześć Liliane Petrini, która jako pierwsza rozpoznała osobliwości tego taksonu.

## Morfologia
Cechy makroskopowe
Tworzy płaskie, rozpostarte podkładki z niepozornymi wzgórkami obwodowymi, zwykle drobno pomarszczone, osiągające długość 6–60 (–120) mm, szerokość 3–22 (-25) mm i grubość 0,3–0,8 mm. Brzeg czarny, powierzchnia blado fioletowoszara, winnoszara, winnofioletowa, ciemnowinna do brązowowinnej z żółtawobrązowymi, pomarańczowymi lub rdzawymi granulkami pod powierzchnią i pomiędzy perytecjami z pigmentami (barwa widoczna pod wpływem KOH).
Teleomorfa
Warstwy strzępek poniżej warstwy perytecjów niepozorne, o grubości do 0,4 mm, ciemnobrązowe do czarniawych. Perytecja kuliste do jajowatych, o średnicy 250–380 µm i wysokości 250–500 µm. Ostiole pępkowe, na dojrzałych podkładkach często otoczone białawym pierścieniem o średnicy 50-70 µm. Worki o długości 115–145 µm i szerokości 7–10 µm, w tym: części zawierające zarodniki o długości 65–85 µm, trzony 37–64 (–72) µm długości. Na wierzchołku mają amyloidalny aparat apikalnyo wysokości 0,8–1 µm i szerokości 2,7–3,4 µm. Askospory brązowe, elipsoidalne, nierównoboczne do lekko sierpowatych, 8,8–11,5 (–13) × 4,8–6 µm, z prostą porą rostkową na całej długości zarodników.
Anamorfa
Na obrzeżach młodych podkładek lub na starych podkładkach tworzy także aksamitne anamorfy o barwie płowożółtej do miodowej. Komórki konidiotwórcze żółtawe do jasnobrązowych, gładkie, 10-30 × 2-3 µm. Konidia elipsoidalne, 7-8 × 3-4 µm. Struktura konidiotwórcza jest podobna do Virgariella, co potwierdza hodowla na OA.
Gatunki podobne
Morfologicznie podobny jest Hypoxylon rubiginosum, ale odróżnia się wytwarzanymi metabolitami wtórnymi, a jego anamorfa jest podobna do Nodulisporium. Od innych drewniaków H. petriniae jest dość łatwo odróżnialny; charakteryzuje się rozpostartymi, cienkimi podkładkami z czarnym brzegiem i ekstrahowanymi KOH pomarańczowymi pigmentami, a także występowaniem głównie na jesionach.

## Występowanie
W Europie podano wiele stanowisk Hypoxylon petriniae, poza nią tylko pojedyncze stanowiska w USA i na jednej z wysp Oceanu Indyjskiego. W Polsce jego stanowiska po raz pierwszy podali Patejuk i inni w 2021 r.
Grzyby nadrzewne, saprotrofy zwykle występujące na korze, rzadziej na drewnie martwych gałęzi nadal przyczepionych do pnia lub leżących na ziemi. Pospolicie występują na jesionie wyniosłym, ale czasami także na topoli osice, wierzbach, Acer monspessulanus.